# Saureinu
Saureinu is een bestuurslaag in het regentschap Kepulauan Mentawai van de provincie West-Sumatra, Indonesië. Saureinu telt 1071 inwoners (volkstelling 2010).